# 城区
在中华人民共和国城乡规划中，城区是指市辖区和不设区的市，区、市政府驻地的实际建设连接到的居民委员会所辖区域和其他区域。城区是城市实际开发建设、市政公用设施和公共服务设施功能覆盖的空间地域范围，是观察城市化发展演化趋势、研究城市化的基本空间单元。城区和镇区共同组成了城镇，其中“镇区”是指“在城区以外的县人民政府驻地和其他镇，政府驻地的实际建设连接到的居民委员会和其他区域”；城镇以外的地域即为乡村。2024年4月，中华人民共和国首次完成了683个城市城区范围确定。全国城市城区范围总面积为11.02万平方千米，城区实体地域范围（实际建设区域）总面积为7.80万平方千米。
城市城区人口是划分城市规模的唯一依据：以城区常住人口为统计口径，城市划分为五类七档，规模从大到小分别为超大城市、特大城市、大城市、中等城市、小城市。